# Boy van Poppel
Boy van Poppel (Utrecht, 18 de enero de 1988) es un ciclista neerlandés que fue profesional entre 2006 y 2024. Tiene una hermano menor llamado Danny, que en ocasiones han compartido equipo, y ambos son hijos del que fuera ciclista profesional Jean Paul van Poppel.

## Biografía
Comenzó destacándose en ciclo-cross, modalidad que fue campeón nacional en categoría junior (2005 y 2006) y en sub-23 (2008-2009).
Compitió durante 5 temporadas en el Rabobank Continental antes de pasar al equipo estadounidense UnitedHealthcare. Llegó al ciclismo de primer nivel en 2013, en el Vacansoleil-DCM, equipo que también fichó a Danny. Tras la desaparición de este fichó por el Trek Factory Racing donde nuevamente coincide con su hermano.
En octubre de 2024 anunció su retirada a final de temporada.

## Palmarés
2008
- 1 etapa del Tour de Missouri

2009
- 1 etapa del Tour de Normandía

2010
- 1 etapa de la Kreiz Breizh Elites

## Resultados en Grandes Vueltas
| Carrera | Carrera         | 2006 | 2007 | 2008 | 2009 | 2010 | 2011 | 2012 | 2013  | 2014  | 2015  | 2016  | 2017 | 2018  | 2019 | 2020 | 2021  | 2022 | 2023  | 2024 |
| ------- | --------------- | ---- | ---- | ---- | ---- | ---- | ---- | ---- | ----- | ----- | ----- | ----- | ---- | ----- | ---- | ---- | ----- | ---- | ----- | ---- |
|         | Giro de Italia  | —    | —    | —    | —    | —    | —    | —    | —     | 131.º | 146.º | F. c. | —    | 137.º | —    | —    | —     | —    | —     | —    |
|         | Tour de Francia | —    | —    | —    | —    | —    | —    | —    | 144.º | —     | —     | —     | —    | —     | —    | —    | 117.º | —    | —     | —    |
|         | Vuelta a España | —    | —    | —    | —    | —    | —    | —    | —     | —     | 158.º | —     | —    | —     | —    | —    | —     | Ab.  | 124.º | —    |

—: no participa

Ab.: abandono

F. c.: fuera de control

## Equipos
- Rabobank Continental Team (2006-2010)
- UnitedHealthcare Pro Cycling Team (2011-2012)
- Vacansoleil-DCM Pro Cycling Team (2013)
- Trek (2014-2018)
  - Trek Factory Racing (2014-2015)
  - Trek-Segafredo (2016-2018)
- Roompot-Charles[2] (2019)
- Wanty[3] (2020-2024)
  - Circus-Wanty Gobert (2020)
  - Intermarché-Wanty-Gobert Matériaux (2021-2022)
  - Intermarché-Circus-Wanty (2023)
  - Intermarché-Wanty (2024)